# ولودية

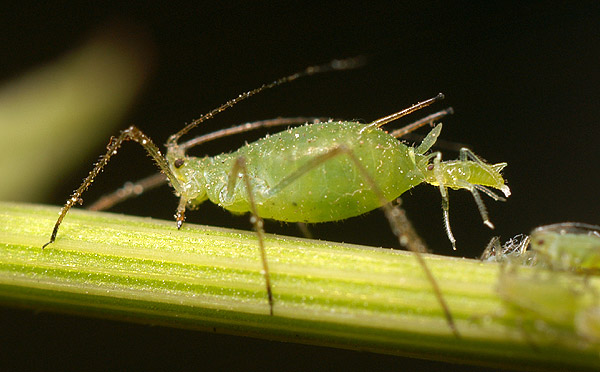
ولادة حشرة المن، وهي طريقة غير مألوفة في التكاثر عند الحشرات.

الوَلودية (بالإنجليزية: Viviparity)‏، تعني حرفياً حسب الترجمة اللاتينية "الولادة الحيّة"؛ وهي الطريقة التي تتوالد بها الأنواع التي تتنامى جينياً في الأجنة داخل رحم الكائن الأم. ويكون هذا النمط من التوالد في الحيوانات والنباتات، وتُسمى الكائنات التي تتكاثر على هذا النمط بالكائنات الوَلود.

## في الحيوانات
في الحيوانات هناك خمسة طُرق مُتباينة في عملية الولودية:
- الوَلودِية الحقيقية: تكون الوَلودِية حقيقية عندما يُحفَظ البيض أو الأجنة داخل المجاري التناسلية للأنثى مع وجود علاقات تبادل مع الأم؛ أي الحالة التي تتشكل فيها المشيمة التي تميز الثدييات. يصادف مثل هذا النوع من الولودية عند بعض أسماك القرش، إذ يطرأ على الغشاء الكوريوني المحيط بالجنين تعديلات يزداد معها عدد الأوعية الصادرة عن السِّقَاء، وتتشكل مشيمة جنينية تخترق ظِهارة الرحم التي لا تستجيب دائماً على نحو واضح، وعلى الرغم من ذلك غالباً ما تتضخم وتتوسع، ويزداد عدد الأوعية الدموية فيها، فتتشكل مشـيمة «أمومية» قبالة المشيمة الجنينية. وغالباً ما يطرأ على كلتيهما تعديلات تميز الأنواع. فقد تكون المشيمة منتشرة أو قرنية أو قرصية. فالولودية الحقيقية تتطلب وجود مجموعة من الأعضاء تسمح بتطور الجنين داخل جسم الأم. وتتكون هذه المجموعة من الأعضاء عند الثدييات (باستثناء وحيدات الثقب ذات التوالد البَيْوضي) من الرحم والملحقات الجنينية (السلى والسِّقاء).
- البَيُوضية الولودية: يسمى النوع بَيوضاً وَلوداً عندما تَحْضُن الأمُّ بيضَها داخل جسمها، ولا تطرحه إلى الخارج، فيبقى داخل قناة المبيض أو في الرحم أو حتى في المقذرة، حيث تستقر البيوض، وتتطور الأجنة من دون وجود أيّ علاقة تغذية مع الأم حتى مراحل متقدمة، فتضمن بذلك حمايةً أفضل، كما في بعض الأسماك (السمك الرعاد وسمك القرش) والبرمائيات والزواحف والحيتان وبعض اللافقاريات.
- الولودية الكاذبة: وتتعلق بحالات متباينة إلى حد كبير، حيث تدخل البيضة في هذا النمط من التوالد مباشرة داخل تجويف للأنثى أو الذكر لتتابع تطورها فيه. ويمكن أن يكون هذا التجويف التجويف الغلصومي عند الأسماك من شائكات الزعانف، أو الكيس الصوتي عند ذكر ضفدع داروين.
- البيوضية: وفيها تطرح الإناث بيضها مُخْصَباً خارج جسمها ليُتِم التنامي الجنيني خارج جسم الأم كما في معظم البرمائيات والأسماك والزواحف والطيور. وتختلف آلية وضع البيض في هذا النمط من التوالد حسب النوع. فقد تضع الإناث بيضها على التربة أو على الأشجار أو في الماء. وغالباً ما تهجر الأنثى البيض بعد وضعها إيّاه.
- الولودية المبيدة للإخوة: يمتاز بيض بعض البرمائيات التي لا تحاط مطلقاً بقشرةٍ قاسية مقاومة بطريقة توالد خاصة تسمى بالولودية المبيدة للإخوة. ففي هذا النوع من التوالد يبقى البيض على اتصال مع محتويات قناة المبيض التي تسهم في تغذية الجنين، وتتطور في النهاية بيضة واحدة فقط، ويشكل البيض الذي يتراجع تطوره لِيُفيد الجنين الذي تطور في البداية غذاءً ليتابع تناميه، فيبدو وكأن هذا الجنين يفترس الأجنة الأخرى (إخوته وأخواته) الأقل تطوراً.

ويُمثل الحضن أفضل أشكال الرعاية في العالم الحيواني، إذ إنه يُوفر درجة حرارة منتظمة للتنامي الجنيني، وهذه هي حال الحضن في الطيور والحمل عند الثدييات. ويبدو أن لهذه الرعاية الوالدية أهمية بيولوجية. فالحضن عند الطيور والحمل عند الثدييات يُنْتِجُ صغاراً ذات تطور سَويّ. ويبدو أن درجات الحرارة الثابتة والمرتفعة قليلاً تحرض التنامي الجنيني، وتكون التشوهات في الصغار الناتجة أقل كثيراً عن تلك التي تظهر في الصغار التي تولد في ظروف متغيرة. مع أن للرعاية الوالدية فوائد تعود على الصغار، فإنها ليست ضرورية في بعض المجموعات الحيوانية، وقد يعود ذلك إلى أن عملية الحضن والحمل تتطلب الوقت والطاقة وبقاء الوالدين على قيد الحياة، في حين تعطي الأنواع التي تتخلص بسرعة من بيضها عدداً أكبر من الأجيال.

## في النباتات

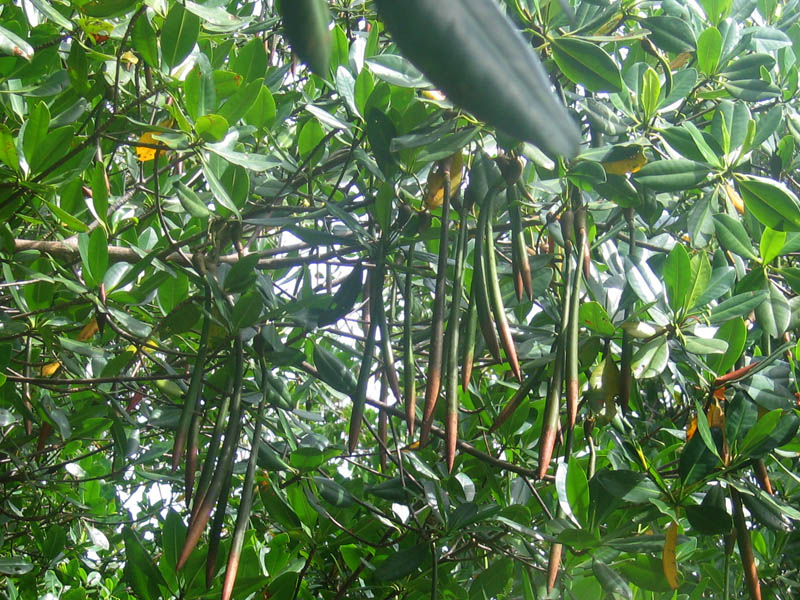
بذور الأيكة الساحلية (المنغروف) تُنبت في الشجرة الأم.

الوَلودية في النباتات هي تَكَوُّن الجنين داخل عضو خاص يُعرف باسم البذرة المزودة بالأغذية الضرورية لنمو الجنين مستقلاً عن النبات الذي وَلَّده. وتعدّ جميع النباتات مغلفات البذور ولودية.
من الأشجار ما تُمَكِّن بذورها من الإنتاش وهي محمولة على أمها، مثل أشجار المنغروف. وتظهر الولودية واضحة في أشجار الفصيلة حاملات الجذور وفي نوع حامل الجذور الأسلي وفي فصيلة نبات الشَّوْرى الذي تنمو بذوره وهي محمولة على أشجارها متحولةً إلى شتلة قوية قادرة على الانفصال عن النبتة الأم، ثم تسقط في وحل المنغروف لتشكل شجيرة جديدة.